# ガンダムジオラマフロント
『ガンダムジオラマフロント』は、バンダイナムコオンラインより運営されていたオンラインゲーム。略称は『ガンジオ』。2015年3月26日サービス開始。基本プレイ無料（アイテム課金制）。2016年10月26日にメジャアップデートを実施し『ガンダムジオラマフロント2nd』へリニューアルされた。
2018年8月28日『ガンダムジオラマフロント3rd』へアップデートされた。
2022年11月27日をもってサービスを終了した。

## ゲームモード
- 制圧戦
- 迎撃戦
- 特別任務
- 階級戦
- 同盟戦

## 施設

### 防衛施設
ヘヴィバルカン
初期に最も配備してある砲台。フライヤータイプ以外の敵機を攻撃できる。
色のベースは緑。
射撃タワー
ヘヴィバルカンよりも性能は若干低いが、フライヤータイプのMSも攻撃可能な砲台。
ベースの色は赤。
迫撃砲
一定の間隔で敵機がいる地点に爆撃を行う武器。着弾した場合、レベルに応じた範囲でMSにダメージを与える。さらに、着弾したMSの動きが一時的に止まるため、防衛の要として活躍できる。ただし、フライヤータイプのみ攻撃不可。
ベースの色は紫。
対空迎撃ミサイル
攻撃対象がフライヤータイプのMSのみだが、それに対しては高い火力を早い間隔で打ち出すことができる。
拡散ビームシステム
威力と射程は低めだが、広い範囲の敵を攻撃できる。
偽装ビルドセンター
攻略を行う際にはビルドセンターに見える砲台。ビルドセンターに見えるこれが破壊された場合、青と白のツートンカラーの砲台の姿に戻る。威力はヘヴィバルカンを大きく上回る。
防壁
文字通りジオラマを守る壁。使用するマスは一マスのため、普通は並べて使用する。

## 機体の種類
このゲームでは、機体の種類は大きく3つに分けられる。機体タイプに関しては後述。
量産機
敵のジオラマを攻略する際に使用する。一機一機の機体性能は低いが、個体数は多いため、いわゆる「数で攻める」手法をとる。
エース
敵のジオラマを攻略、または自分のジオラマを防衛する際に使用する。機体性能は量産機を大幅に上回るが、1機しか出せず(トルーパーを同時に配備するエースを除く)、攻略、防衛終了後に一定量のダメージを負うと、機体の修理をするための時間を必要とする。
MA
自分のジオラマを防衛するとき、または防衛戦で使用する。機体性能はエースをも上回り、一度に複数の敵に攻撃が可能。

## 機体タイプ
Warrier(ウォーリアー)タイプ
最もオーソドックスなタイプ。機体の射程は全て1に統一されているため、遠距離からの攻撃が不可能だが、機体性能のバランスが良く、量産機なら個体数も多い。
Shooter(シューター)タイプ
ウォーリアータイプとは違い、ある程度離れた位置から敵を攻撃するタイプ。機体性能はウォーリアータイプよりも劣るが、他のタイプよりかは高い。
Booster(ブースター)タイプ
他のタイプよりも移動速度で勝っているタイプ。このタイプを持つ機体の多くは、防衛施設や防壁に対して、攻撃力が上昇する場合がある。反面、体力は貧弱であり、出撃コストも高め。
Fryer(フライヤー)タイプ
他のタイプとは違い、空を飛んでいる。そのため、防壁や防衛施設(一部を除く)、シューターと、フライヤータイプ以外の機体を飛び越えることができる。代わりに、出撃コストがとても高く、機体性能も射程以外はかなり貧弱。
Crusher(クラッシャー)タイプ
機体性能はどのタイプよりも低いが、防壁に対する攻撃力が極端に上昇するタイプ。中には、出撃コストを必要としない機体も存在する。
Guardian(ガーディアン)タイプ
機体性能は平均以下だが、量産機1機のみでもエース相応の体力の高さがある。しかし、出撃する際の個体数は最低で、割に出撃コストは高めなので注意が必要。